# Philip Haucke
Philip Haucke (* 5. März 1978 in Düsseldorf) ist ein deutscher Regisseur und Drehbuchautor.

## Leben und Karriere
Haucke wuchs in Düsseldorf auf und studierte nach dem Abitur Medizin an der Humboldt-Universität zu Berlin. Parallel zum Studium arbeitete er in der Film- und TV-Branche.
Von 2000 bis 2005 studierte Haucke an der Hochschule für Fernsehen und Film München (HFF) im Studiengang Filmregie und der Spezialisierung Werbefilm. Sein Abschlussfilm Weiße Stille wurde als Bester Film für den Studio Hamburg Nachwuchspreis und bei den Internationalen Hofer Filmtagen nominiert und gewann mehrere internationale Auszeichnungen.
Bekannt wurde er als Regisseur für die Auszeichnungen seiner Werbespots als Gewinner beim German Art Directors Club, VDW, des First Steps Award in der Kategorie Werbefilm sowie der Shortlist des Young Director Award in Cannes. Insgesamt führte er bei über 60 Werbefilmen Regie. Philip Haucke absolvierte 2011 das Professional Writers Program an der University of California, Los Angeles (UCLA).
Von 2017 bis 2020 arbeitete er für Dark, der ersten in Deutschland für Netflix gedrehten Serie, für 26 Folgen als Second Director.

## Filmografie (Auswahl)
- 2001: Boran (Regieassistent)
- 2002: Knallharte Jungs (Regieassistent)
- 2005: Weiße Stille (Drehbuch/Regie)
- 2005: Sophie Scholl – Die letzten Tage (Regieassistent)
- 2005: Neun (Kamera)
- 2009: Alias (Dokumentarfilm, Kamera)
- 2014: Who Am I – Kein System ist sicher (Second-Unit-Regisseur)
- 2017–2020: Dark (Fernsehserie, 26 Folgen, Second-Director)